# Eriocaulon obtriangulare
Eriocaulon obtriangulare är en gräsväxtart som beskrevs av Kimp. Eriocaulon obtriangulare ingår i släktet Eriocaulon och familjen Eriocaulaceae.
Artens utbredningsområde är Elfenbenskusten. Inga underarter finns listade i Catalogue of Life.